# Egon Marxer
Egon Marxer (7 de febrero de 1920 - 17 de marzo de 1999) fue un político liechtensteiniano que ocupó el cargo de alcalde de Eschen desde 1972 hasta 1987. Antes de su carrera política, sirvió como voluntario en las Waffen-SS durante la Segunda Guerra Mundial.

## Vida
Egon Marxer nació el 7 de febrero de 1920, siendo hijo de Rudolf Marxer y Theresia Wohlwend, y uno de tres hermanos. En mayo de 1938, se integró al Movimiento Nacional Alemán en Liechtenstein como parte de su rama juvenil, y en 1939 participó en el intento de golpe de Estado en Liechtenstein, desempeñándose como chófer. Durante la Segunda Guerra Mundial, se alistó voluntariamente en las Waffen-SS y fue enviado al Frente Oriental.
En 1946, Marxer fue condenado por alta traición contra Liechtenstein y sentenciado a dos años y medio de prisión. Tras cumplir su condena, se dedicó al comercio como propietario de una tienda de comestibles y también trabajó en varias empresas del sector industrial. Entre 1972 y 1987 ejerció como alcalde de Eschen, representando a la Unión Patriótica. Durante su gestión se llevaron a cabo la construcción de una escuela primaria en Nendeln, un parque deportivo y la renovación de la iglesia parroquial de Eschen.
El 4 de agosto de 1949, Marxer contrajo matrimonio con Annelies Gassner (26 de julio de 1926 - 19 de enero de 2008).Falleció el 17 de marzo de 1999, a los 79 años, como resultado de un accidente.